# 土山サービスエリア
土山サービスエリア（つちやまサービスエリア）は、滋賀県甲賀市土山町南土山の新名神高速道路上にあるサービスエリアである。

## 概要

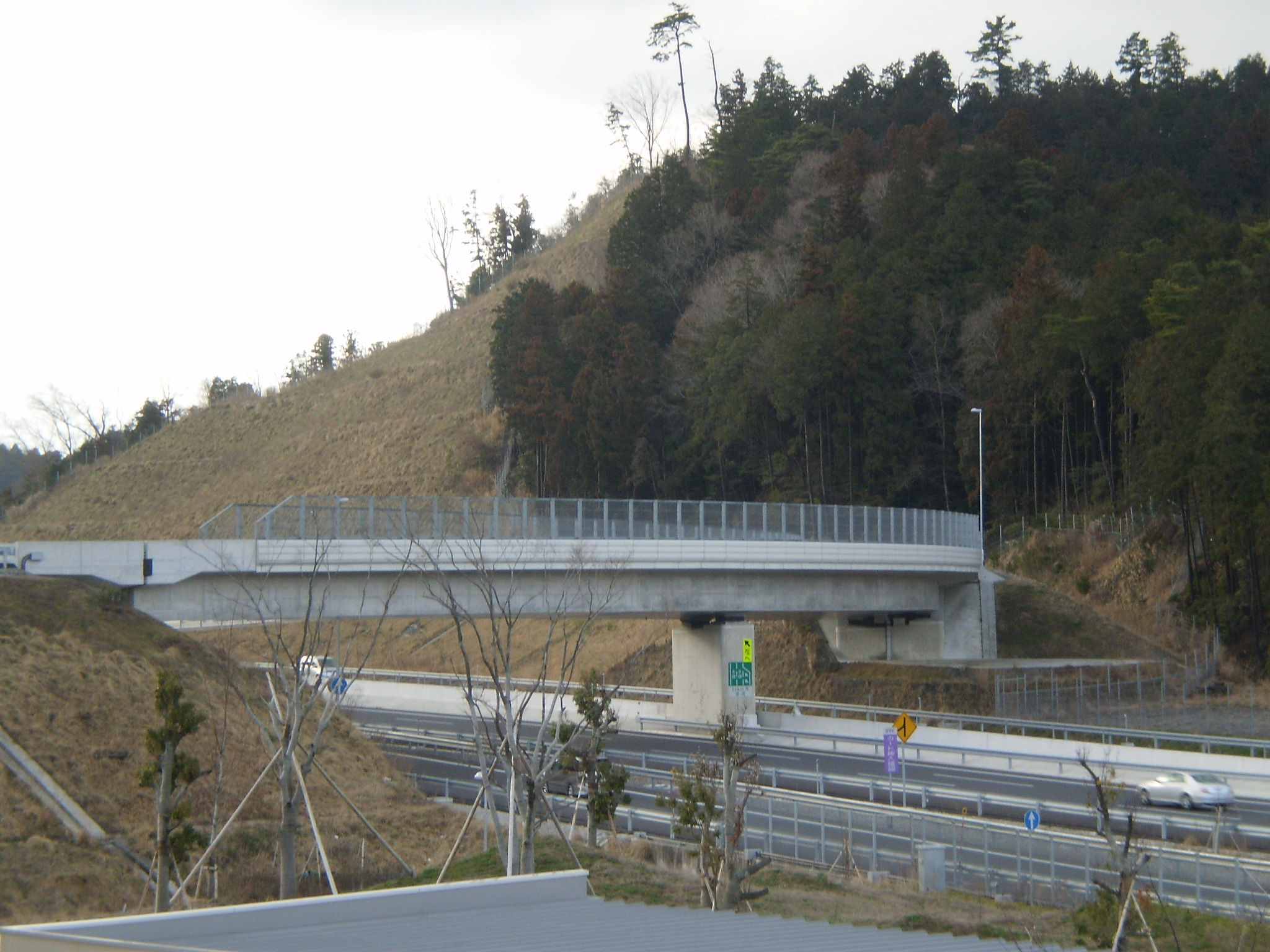
土山ランプ橋

中日本高速道路（NEXCO中日本）管轄路線にあるサービスエリア・パーキングエリアは、基本的にNEXCO中日本グループのグループ会社である中日本エクシスが管理・運営しているが、当SAは甲賀市や近江鉄道（西武グループ）などが出資する第三セクターの土山ハイウェイサービス株式会社が管理・運営する。
新名神高速道路亀山JCT-草津田上ICの開通に伴い、2008年2月23日に開業した。

## 施設
当SAは日本で2番目の規模になる予定であったが、国土開発幹線自動車道建設会議で新名神高速道路の建設コスト縮減が決定され当初の予定の半分の面積（上下線を併せた総面積は174,600m2）に縮小されている。もともと下り線専用スペースとなる場所に上下線の駐車場と施設が配置され、上り線専用駐車場になる予定であった用地はアスファルトプラントなどの工事用施設が撤去された後は空き地のままとなった。
上下一体型の休憩施設であり、上下駐車場の間にトイレや営業施設が配置されている。高速道路本線の南側に位置する。下り線側のランプ部は一般的な上下線分離型のSA・PAとほぼ同一の構造であるが、上り線側本線流出ランプは本線から進行方向左側へ分岐したのち、本線と下り線流入ランプを跨道橋（土山ランプ橋）で越え、SA南側へ廻り込み東側から駐車場へ接続する。また、上り線の本線流入は駐車場西側から下り線流入ランプと本線をアンダーパスし上り本線に接続する。休憩施設の西側には氷雪施設が配置されている。
一般道路側には施設利用者とパークアンドバスライド利用者のために来客用駐車場を完備しており、一般道路と施設間に連絡通路を設け歩行者と車椅子利用者の往来が可能となっている。国道1号の蟹が坂交差点には、当駐車場の案内看板が設置されている。
SA内に設置されているガソリンスタンドは、上下線ともにセルフ式である。また、NEXCO3社管内の高速道路では初のコンビニエンスストアのセブン-イレブンが出店している。
当SA周辺は植林地に囲まれ良い景観が望めない場所に立地しているため、「峠のカフェテラス」を設計テーマとして計画・施工された。休憩施設の西側に配置された氷雪施設を遮蔽し、道路利用者の憩いのスペースとできるように高さ11 m程度の大きな起伏を持たせた築堤が設置され、散策して楽しめるように園路やベンチ・遊具などが設置されている。ここで用いられている土は新名神高速道路建設時に発生した土を用いていて、築堤の見え方を逐一確認しながら造成が進められた。園地の築堤より東側にはペット専用のごみ箱やトイレを配置した多目的広場が設置されている。
中日本高速道路の経営計画に従って環境マネジメントが進められた。トイレ棟の屋根では屋外緑化を実施し、折板屋根でも荷重に耐えられるように土壌を用いずサツマイモによる水耕栽培が行われている。また、トイレ棟に光触媒コーティング剤を塗布することで大気中の有害物質を分解し浄化できるようにした。東名阪自動車道の付加車線事業で支障となった御在所SAの樹木を当SAに40本程度移植して景観形成を図っている。舗装の蓄熱による温度上昇を抑えるためベンチ周辺に遮熱性舗装が施されている。二酸化炭素排出を抑えるためトイレの空調や照明に必要な電力を太陽光発電している。道路利用者が夏場快適に施設利用できるようドライミストが設置された。
NEXCO中日本が推進する完全分煙化対策に合わせ、トイレ棟西側に新たな喫煙室が2009年8月10日に完成した。したがって2009年11月3日に開業以来運用してきたセンター棟の喫煙室を廃止。
2008年2月23日の開業以来、ソフトバンクモバイルの携帯電話基地局が周囲に存在しておらず、同社製携帯電話での通話やメールといった機能が使えないという問題があったが、2009年12月12日に基地局が開設され、2011年10月に利用可能となっている。
土山サービスエリア開業10周年を記念して、マスコットキャラクター「土山たぬき」が誕生。

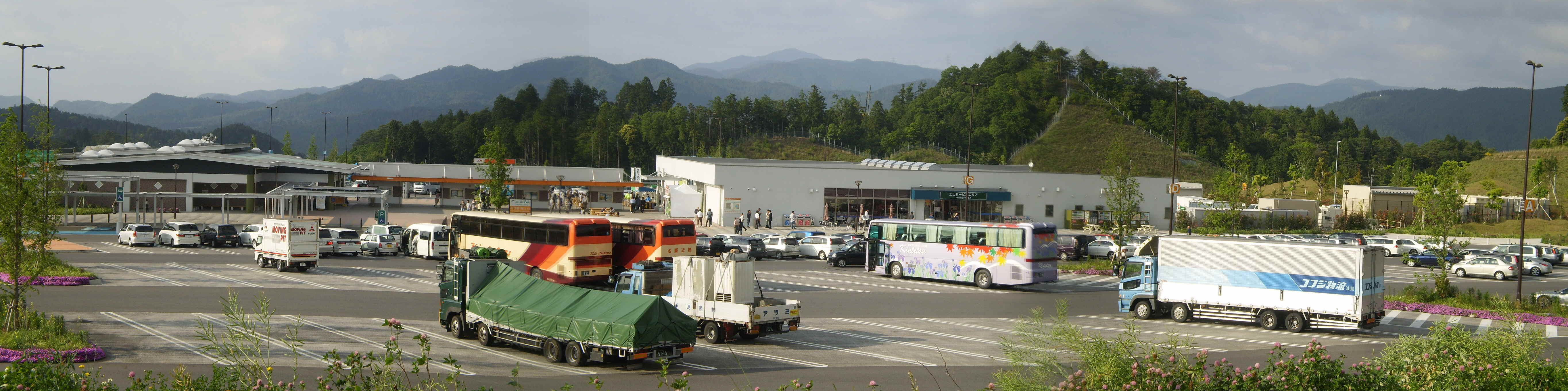
土山サービスエリア 上り線側全景
（左から、トイレ棟・中央通路・センター棟。写っていないが左にはGS・右にはBSがある）

## 施設詳細

### 共通
- トイレ棟
  - 男性
    - 大 7
      - 和式 2
      - 洋式 1
      - 洋式（ベビーチェア） 2
      - 洋式（ベビーベッド・車椅子対応） 2

    - 小 24
      - 大人 22
      - 子供 2

    - オストメイト専用1

  - 女性 58
    - 和式 5
    - 洋式 45
    - 洋式（ベビーチェア） 4
    - 洋式（ベビーベッド・車椅子対応） 2
    - オストメイト専用 2
    - 男児用 2
    - 付帯設備
      - フィッティングルーム
      - パウダールーム

  - 多目的トイレ 2
- 自動販売機 8基
- 喫煙室（2009年8月10日-）
- 郵便ポスト（2009年9月1日-）
- 公衆電話 2基
- ハイウェイ情報ターミナル
- 滋賀県観光案内板
- ペット用設備
  - 水飲み場
  - トイレ
  - フン専用ごみ箱

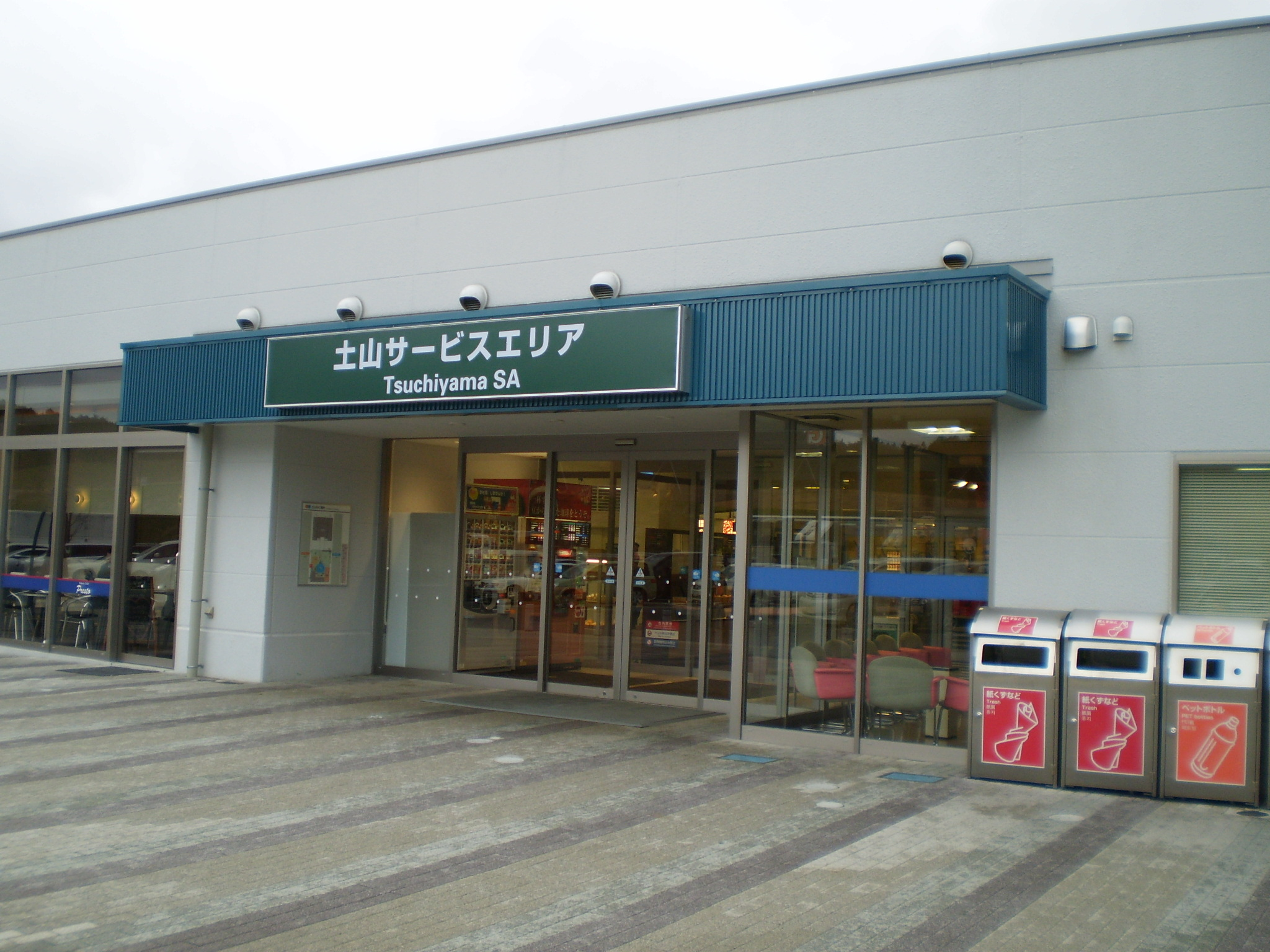
センター棟 上り線側出入口（館内喫煙室廃止前）

- センター棟（敷地面積:3,330m2 建物面積:1,833m2）
  - レストラン
    - 近江スエヒロダイニングThe Beef（日本観光開発、平日 10:00-21:00(ラストオーダー : 20:30) / 土日祝 10:00-22:00(ラストオーダー : 21:30)）

  - スナック「まんぷく食堂」（近江鉄道、24時間）
    - ラーメンコーナー
    - うどん・そばコーナー
    - 定食・丼コーナー

  - ショッピング（近江鉄道、24時間）
  - ティーサービス（近江鉄道）
  - 宝くじコーナー（土山SAドリームボックス、9:00-18:00）
  - コンビニエンスストア（セブン-イレブン・ジャパン ）（24時間）
    - キャッシュコーナー（セブン銀行、（24時間）

  - 専門店
    - 近江スエヒロ土山茶屋（弁当）（日本観光開発、8:00-20:00）
    - 地雷也 紅白茶寮（天むす）（名鉄ミライート、8:00-20:00）
    - まる天（磯揚げ）（近江鉄道、8:00-20:00）
    - こなやはん（たこ焼き）（近江鉄道、8:00-20:00）
    - ウァン（豚まん）（近江鉄道、8:00-20:00）
    - ピッコロボスコ ピザの店（ピッコロボスコ、平日 10:00-20:00 / 土日祝 10:00-22:00(ラストオーダー : 21:30)）

  - 自動販売機（近江鉄道）
  - ベビーコーナー
  - 自動体外式除細動器
  - コンシェルジュ（車椅子・ベビーカー各1台貸出）（8:00-17:30）
  - 携帯電話充電器 3基（2009年8月12日 - ）
  - 「こうかのみどころ」（センター棟外壁）
  - ハイウェイポスト

- 環境対策設備
  - ハイブリッド照明 15W×2基（広場）

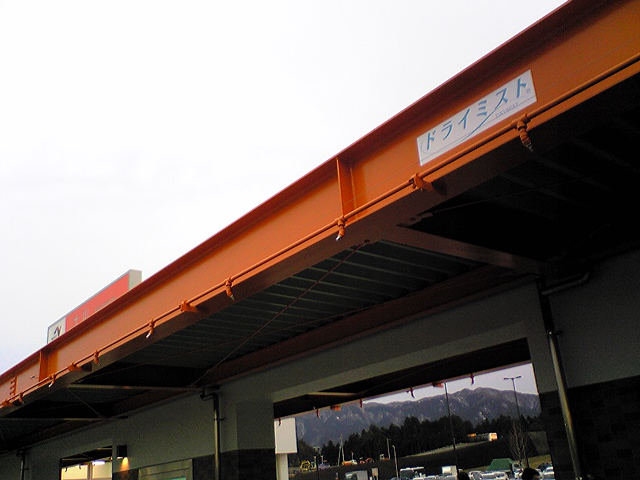
ドライミスト

  - 太陽光発電照明 18W×3基・12W×2基（園地）
  - 光触媒コーティング（トイレ棟外壁）
  - 太陽光発電（二輪車・障害者駐車場屋根）
  - ドライミスト（中央通路）
  - 遮熱舗装（駐車場アイランド部・にぎわい広場ベンチ下部）
  - 屋上緑化（トイレ屋上、夏期）

### 上り線（名古屋・伊勢方面）
- 駐車場
  - トレーラー 3台
  - 大型 99台
  - 小型 104台
  - 二輪 4台
  - 障害者専用
    - 大型 1台
    - 小型 2台

  - 電気自動車充電施設
- 自動販売機 6基
- 非常電話 1基

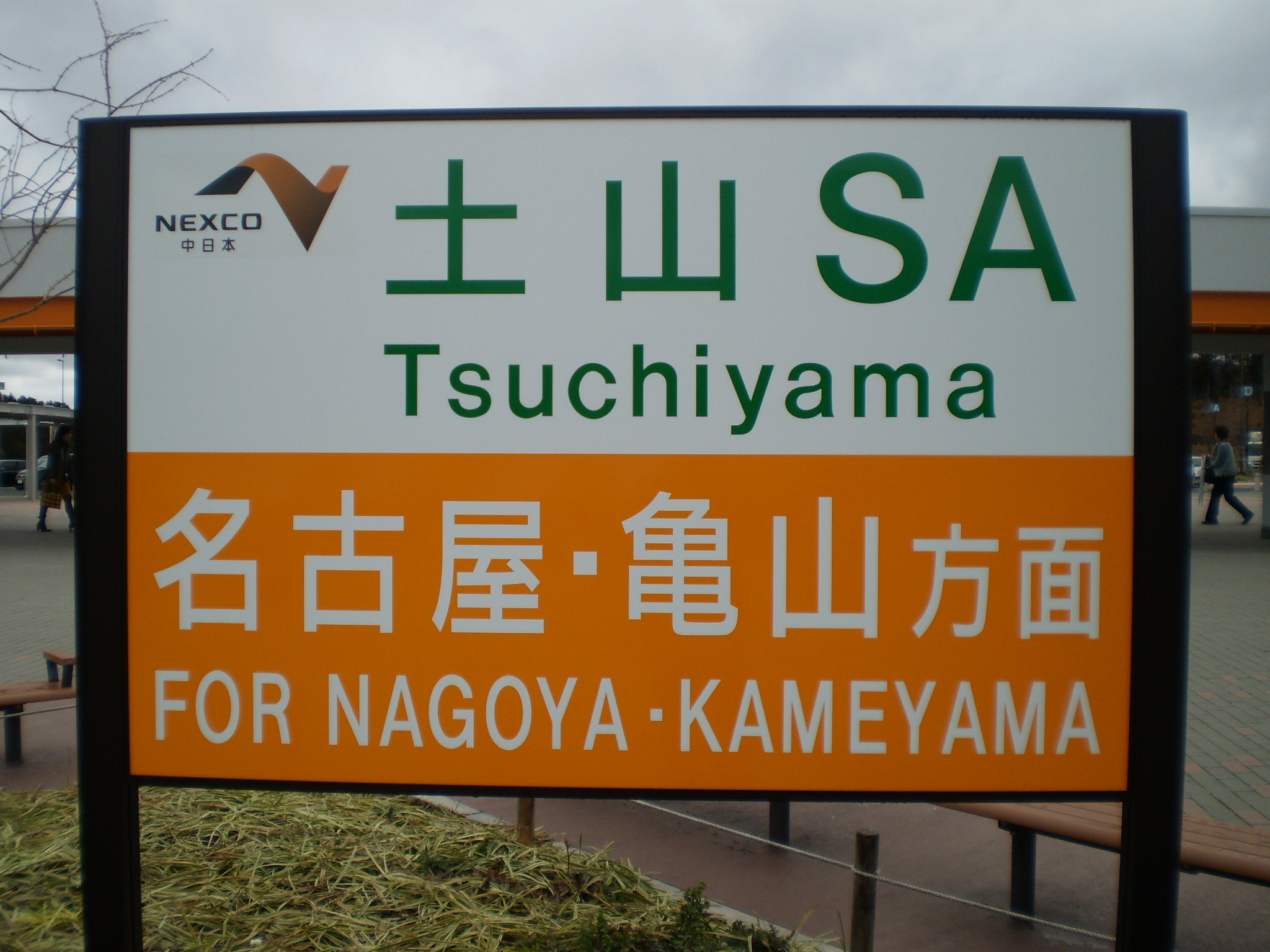
上り線 案内標識

- ガソリンスタンド（apollostation（丸紅エネルギー）/セルフ式、24時間営業）

### 下り線（大津・大阪方面）
- 駐車場[10]
  - トレーラー 3台
  - 大型 128台
  - 小型 163台
  - 二輪 4台
  - 障害者専用
    - 大型 1台
    - 小型 2台

  - 電気自動車充電施設
- 非常電話 1基

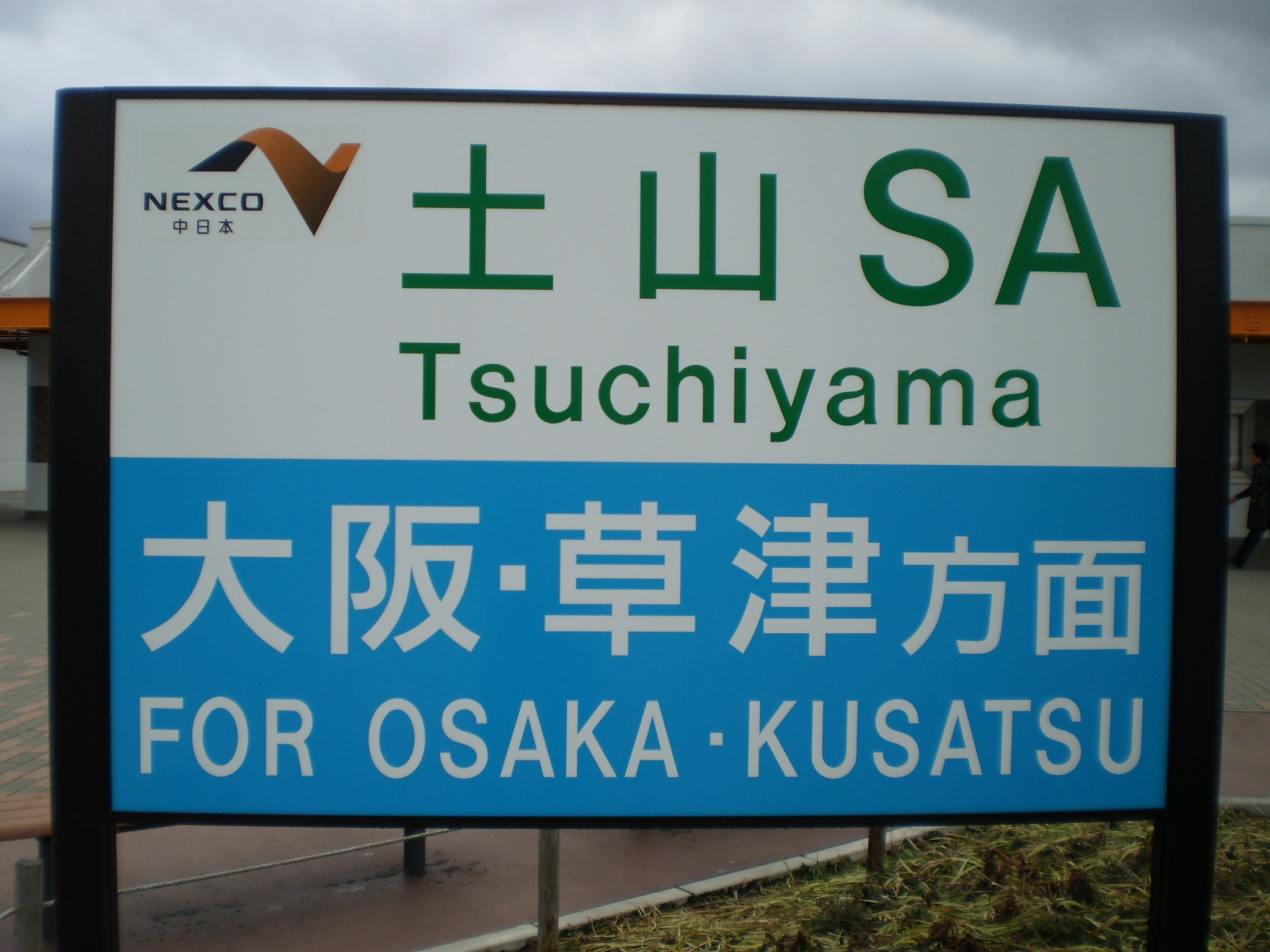
下り線 案内標識

- ガソリンスタンド（apollostation（エネクスフリート）/セルフ式、24時間営業）

## 土山バスストップ

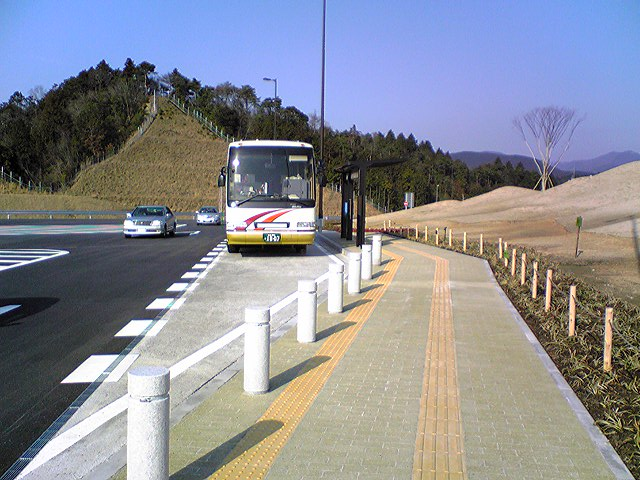
土山バスストップ（下り線京都方面乗り場）。映っている近鉄バスは2020年現在停車していない。

土山バスストップ（つちやまバスストップ）は土山サービスエリアに併設されているバス停留所である。
2008年3月20日に高速バス路線の新設に合わせて開設された。

### 概要
新名神高速道路で唯一のバスストップである。開設後、停車本数が年々減らされており、2025年3月15日以降は京都 - 津線の土休日1往復のみの停車となる。
一般道路側には高速バス利用者や土山SA利用者のために専用駐車場が設けられており、パークアンドバスライドを実施している。

### 歴史
- 2008年
  - 3月20日： 開設。京都 - 四日市・津線運行開始。
  - 4月22日： 名神ハイウェイバス超特急便乗り入れ開始。
  - 7月1日： 東海道昼特急京都号乗り入れ開始。
  - 10月25日： 四日市・津 - 京都線に、伊勢 - 京都系統が加わり運行開始。
- 2009年
  - 6月1日： 横浜昼特急大阪号（現・横浜グラン昼特急大阪号）乗り入れ開始。
  - 9月19日： 四日市大阪高速バス運行開始。
- 2010年7月1日： 東海道昼特急京都号と東海道昼特急大阪号が統合の上、東海道昼特急号となる。プレミアム昼特急号乗り入れ開始。
- 2014年
  - 3月31日： 伊勢 - 京都系統が運行終了。
  - 8月1日： 名古屋 - 大阪線が土山通過。[11]
- 2025年3月15日：京都 - 四日市線が土山通過。京都 - 津線は引き続き停車するが、京都行きは乗車のみ、津行きは降車のみの取り扱いとなる[12]。

### 停車する路線
- 京都 - 四日市・津線

### バス停へのアクセス
- 甲賀市コミュニティバス
  - 「唐戸川」バス停：唐戸川・近江土山線、大原線
  - 「かにが坂」バス停：土山本線、山内巡回線

※かつては貴生川駅からあいこうかデマンドバス（事前予約制）の運行もあった。なお、路線廃止後はコミタク土山エリア（事前予約制）に乗車しないと当SAに行くことが出来なくなった。

## 歴史
- 2008年
  - 2月11日：竣工式を挙行。
  - 2月23日：新名神高速道路 亀山JCT-草津田上ICの開通に伴い開業。
  - 3月20日：土山バスストップ開設。
  - 11月1日：当施設へのアクセスとなる甲賀市コミュニティバス（あいこうかデマンドバス）「土山サービスエリア口」停留所開設、当路線運行開始。
- 2009年
  - 6月29日：ソフトバンクモバイルの基地局設置工事開始。
  - 7月17日：外部電源式アイドリングストップ給電スタンドの完成式を13時30分より挙行し、15時より使用開始。
  - 7月25日：トイレ棟西側に館外喫煙室の新設工事開始。
  - 8月10日：館外喫煙室が完成。
  - 8月12日：コンシェルジュのカウンターに携帯電話充電器を設置。
  - 8月26日：郵便ポストを設置。
  - 9月1日：郵便ポストの利用開始。
  - 11月3日：センター棟内の喫煙室を廃止。
  - 11月13日：センター棟内喫煙室廃止後の空きスペースに「京都くろちく」がオープン。
  - 12月21日：ソフトバンクモバイルの基地局開通。
- 2010年1月25日：NTT基地局設置工事開始。

## 運営会社
土山ハイウェイサービス株式会社は、滋賀県甲賀市にある土山サービスエリアの管理・運営を行う会社である。
建設当時、新名神高速道路に土山サービスエリア等を設置する手段として、第三セクター方式での設置か、NEXCO中日本による直営のいずれかということになり、地域振興や雇用創出等、その目的達成のための施設とすることを主眼に置いて、土山サービスエリアの運営を近江鉄道株式会社に移管するという計画のもと、近江鉄道株式会社や当時の土山町等が出資をして2002年4月に第三セクター方式で設立された。
土山サービスエリアは、土山町が当時の日本道路公団と共に設置に向けて押し進めてきたが、道路公団の民営化に伴い、一旦、NEXCOが直営で行うと話がもとに戻ろうとしたが、県選出の大臣の協力もあり、当初計画の第三セクター方式での設置に戻った。

## 隣
E1A 新名神高速道路
(2-1)鈴鹿PA/SIC - (3) 亀山西JCT - 土山SA/BS - (4) 甲賀土山IC - (5) 甲南IC/PA